# 洛克希德L-1649星際飛機
洛克希德L-1649星際飛機（L-1649 Starliner）是洛克希德星座系列客機的最後一款機型。該飛機由四台Wright R-3350渦輪複合發動機驅動，於 1956年至1958年間在洛克希德位於加利福尼亞州伯班克的工廠製造。

## 營運
L-1649A原型機於1956年10月11日首次飛行。航空公司航班（環球航空）開始從紐約飛往倫敦和法蘭克福。1957年9月，一架星際客機首次從洛杉磯直飛倫敦；該航班由環球航空的首席飛行員鮑勃·巴克（Bob Buck）擔任機長，他在雜誌上發表了一篇詳盡的文章，描述了這次經歷。
環球航空公司將L-1649稱為“Jetstreams”，並將它們用於長途的國內航線以及紐約飛往歐洲及其他地區的航班。1958年7月，環球航空每週安排60個航班從歐洲飛往紐約；共有30架L-1649飛機，其中每週有7架從巴黎直飛，5架從倫敦直飛，4架從法蘭克福直飛，2架從馬德里、2架從里斯本和2架從日內瓦直飛，1架從蘇黎世直飛，1架從羅馬直飛。每週有三架1649型飛機沿著極地航線從歐洲飛往美國加利福尼亞州，有時還會直飛。
1961年10月，波音707取代了最後一架環球航空跨大西洋客機L-1649；1962年12月，波音707及康維爾880取代了它們在國內定期航班上的飛行。1964年，洛克希德L-1649星際飛機擔任美國國內運送貨物任務直至1967年。
法國航空購買10架洛克希德L-1649星際飛機；他們是唯一以該飛機的名字（被稱為「超級星際客機」）行銷該飛機的航空公司。跨大西洋飛行從1957年8月持續到1960年9月，之後波音707開始執飛。從1958年4月開始，法國航空 L-1649星際飛機從巴黎飛往安克拉治，再飛往東京，但不允許飛往美國西岸。 
1959年夏天，法國航空每週安排22趟從奧利飛往艾德懷爾德的直飛L-1649 航班，其中4趟繼續飛往墨西哥城；每週有兩架L-1649飛機從奧利機場飛往蒙特婁，再飛往芝加哥並返回。每週兩次的ORY-ANC-TYO航班預計飛行時間為30小時45分鐘，而最快的經印度飛行的1049G航班飛行時間為42小時20分鐘。
道格拉斯DC-7C的最終銷量超過了L-1649星際飛機，L-1649星際飛機的航程比競爭對手更遠，但價格昂貴（300萬美元）。最終，L-1649星際飛機僅建造了44架（包括原型機），而DC-7C則建造121架。
1970年代，少量洛克希德L-1649星際飛機被用作阿拉斯加的貨機。到了1980年代初，所有洛克希德L-1649星際飛機航線都停止商業運作。
現存四架洛克希德L-1649星際飛機；經過十年的努力，漢莎航空放棄了修復一架星際飛機的計畫 另一架星際飛機於2018年被派往TWA飯店。。